# Orientacija z gorskimi kolesi
MTB-O (Mountain Bike Orienteering, slovensko orientacija z gorskimi kolesi) je dokaj mlada športna panoga športne orientacije, ki se je razvila iz orientacijskega teka. Princip tekmovanja je podoben. Tekmovalci, ki tekmujejo z gorskimi kolesi, morajo v najkrajšem možnem času s pomočjo podobne karte terena najti kontrolne točke. Pri tem lahko uporabljajo samo poti (ceste, kolovoze,...). Orientirajo se s pomočjo posebnega zemljevida, nameščenega na krmilu, kompasa, poti, terena, potokov ...
V Sloveniji je več klubov, ki pa se z MTB orientacijo večinoma ukvarjajo poleg orientacijskega teka. Med njimi so: OK Slovenj Gradec, OK Komenda, OK Azimut, OK Polaris, Škofjeloški OK, OK Tivoli, Mariborski OK.
V Sloveniji ostaja tudi MTBO SOL oziroma slovenska orientacijska liga v orientaciji z gorskimi kolesi. Tekme so organizirane pod okriljem Orientacijske zveze Slovenije. Največje do zdaj organizirano MTBO tekmovanje pri nas je bilo svetovno veteransko prvenstvo v MTB orientaciji (WMMTBOC), ki je maja 2023 potekalo v Slovenj Gradcu.